# Haworthia arachnoidea var. setata
Haworthia arachnoidea var. setata, és una varietat de Haworthia arachnoidea del gènere Haworthia de la subfamília de les asfodelòidies.

## Descripció
Haworthia arachnoidea var. setata pot variar de mida de la roseta, que oscil·la entre els 3 cm i els 10 cm i sol romandre solitària o proliferar lentament. Es diferencia de les altres varietats per ser més petita amb denses truges blanques. Les fulles són molt més suaus que les de la var. scabrispina. Des de la var. aranea es diferencia, que les fulles i les espines no s'ennegreixen en morir, també la var. aranea és més suau al tacte.

## Distribució i hàbitat
Aquesta varietat creix des de Cogmanskloof a l'oest fins a De Rust a l'est, a la província sud-africana del Cap Occidental. És un element força variable i, com els de la varietat nigricans, està connectada a mucronata en alguns llocs, per exemple a Montagu i Tradouwpas. A Montagu es van descriure formes intermèdies amb mucronata com a "laxa". Al voltant de Ladismith creix una forma molt atractiva, que és molt blanca i arrodonida; faig servir el nom de "candida" ex Hayashi (vegeu un altre article). La forma de Steytlerville, que es troba molt lluny a l'est, va ser descrita com a "tretyrensis".
Per fer-ho més fàcil, si seguim estrictament M.B.Bayer, var. arachnoidea només creix a la zona de Worcester-Robertson. La principal àrea de distribució de la var. setata prové de Calitzdorp, Oudtshoorn, Schoemanspoort i Dysseldorp fins a la zona est de De Rust. A Meiringspoort creix una forma de setata petita que forma grups. Més a l'est, a Rooiloop creix una forma estranya, possiblement intermèdia, amb decipiens o mucronata. Més complicat és el fet que, en general, la zona d’Oudtshoorn coincideix amb la var. aranea i, de vegades, és difícil distingir-les. A Schoemanspoort creixen les dues varietats: setata i aranea. En aquest lloc tan interessant (no només per a Haworthias) creix la forma intermèdia amb mucronata (antiga var. Unicolor ???) - té un nom nou 'apta' i es parlarà més endavant. Bayer, a la seva Haworthia Revisited, va esmentar setetes de l'àrea de Jansenville - ara es descriuen com H. odetteae.
La varietat setata creix en condicions similars a les altres espècies d'arachnoidea. Cal mantenir-la més a l'ombra i cal tenir cura amb un reg excessiu. La propagació s'ha de fer mitjançant llavors de fillols.

## Taxonomia
Haworthia arachnoidea var. setata va ser descrita per Martin Bruce Bayer i publicat a Haworthia Revisited 34, a l'any 1999.
Etimologia
Haworthia: nom en honor del botànic britànic Adrian Hardy Haworth (1767-1833).
arachnoidea: epítet llatí que vol dir "semblant a una teranyina".
var. setata: epítet llatí que significa "eriçada".
Sinonímia;
- Haworthia setata
- Haworthia setata var. media
- Haworthia setata var. major
- Haworthia setata var. gigas
- Haworthia minima var. major
- Haworthia tenera var. major
- Aloe setosa[1]